# Mario Tičinović
Mario Tičinović (* 20. August 1991 in  Sinj) ist ein kroatischer Fußballspieler, der im Mittelfeld eingesetzt wird.
In der Qualifikation zum UEFA-Pokal 2008/09 schoss Tičinović beim 4:0-Sieg Hajduks gegen den FC Birkirkara als jüngster Spieler der Geschichte ein Tor in einem Club-Wettbewerb der UEFA. Am Tag des Spiels, dem 17. Juli 2008, war er 16 Jahre, 10 Monate und 27 Tage alt.